# کوکب خانم

کوکب خانم نام یکی از داستان‌های کتاب فارسی دوم دبستان بود که توسط محمدرضا انتظاریان (یکی از شهروندان بجنوردی) به نگارش درآمده است. قبل از انقلاب ۵۷ وارد کتابهای درسی شده بود.

## خلاصه داستان
کوکب خانم، زنیست پاکیزه، با سلیقه و مهمان نواز. روزی عده ای سرزده به خانه او می‌آیند. کوکب خانم با لبنیات خانگی و خوراکی‌های محلی از مهمانان پذیرایی می‌کند.

## حذف از کتاب درسی
کوکب خانم تا دهه ۱۳۹۰ خورشیدی نیز بخشی از کتاب فارسی دوم دبستان بود و پس از آن بنا به تصمیم آموزش و پرورش از کتاب درسی حذف شد.